# Garibaldi (Río Grande del Sur)
Garibaldi es un municipio brasileño del estado de Rio Grande do Sul.
Se encuentra ubicado a una latitud de 29º15'22" Sur y a una longitud de 51º32'01" Oeste, y está a una altitud de 617 metros sobre el nivel del mar. Su población, en el año 2010, era de 30.689 habitantes.
Ocupa una superficie total de 272,63 km².
Debe su nombre a Giuseppe Garibaldi.
- Datos: Q385465
- Multimedia: Garibaldi (Rio Grande do Sul) / Q385465

1. ↑  Worldpostalcodes.org,código postal n.º 95720-000.